# لئونارد پوهل
لئونارد پوهل (آلمانی: Leonhard Pohl; ۱۸ ژوئیه ۱۹۲۹ – ۲۳ آوریل ۲۰۱۴) دونده دو سرعت اهل آلمان بود.
وی در مسابقات کشوری و بین‌المللی در مجموع برندهٔ ۱ مدال برنز شده‌است.